# Патрская митрополия
Патрская митрополия (греч. Ιερά Μητρόπολις Πατρών) — епархия (митрополия) Элладской православной церкви (с 1833); ранее — Константинопольской православной церкви. Епархиальный центр находится в городе Патры.

## История
Епархия была основана в I веке апостолом Андреем Первозванным, который в 67 году принял мученическую кончину в городе Патры.
До VIII века Патрская епархия была соподчинена Коринфской митрополии и входила в юрисдикцию Римского патриархата. В 733 году император Лев III Исавр переподчинил все епархии на территории префектуры Иллирии Константинопольскому патриархату. 
Епархия имела статус архиепископии, но после осады Патр, в 806 году стала митрополией.

## Управляющие
- Тимофей Мармаринос (28 февраля 1601 — сентябрь 1612)

Патрская и Илиаская архиепископия
- Мисаил (Апостолидис)[вд] (7 сентября 1852 — 31 декабря 1861)
- Кирилл (Херонидис)[вд] (22 мая 1866 — †10 марта 1874)
- Аверкий (Лампирис)[вд] (11 августа 1874 — 18 ноября 1877)
- Никифор (Калойерас)[вд] (6 июня 1883 — 29 июля 1885)
- Дамаскин (Христопулос) (15 июня 1886 — †25 августа 1892)
- Иерофей (Митропулос) (6 декабря 1892 — †7 марта 1903)

Патрская епархия
- Антоний (Парасхис)[вд] (29 декабря 1906 — †3 октября 1944)

Патрская митрополия
- Феоклит (Панайотопулос) (16 ноября 1944 — 7 августа 1957)
- Константин (Платис)[вд] (7 ноября 1957 — 1972)
- Георгий (Пацис), митрополит Калавритский и Эгиалийский, в/у (1972—1974)
- Никодим (Валиндрас) (22 мая 1974 — 12 января 2005)
- Хризостом (Склифас) (c 20 февраля 2005 года)

Викарии митрополии
1. епископ Керницкий Хрисанф (Стеллатос) (c 13 октября 2014 года)

## Монастыри
- Панагия Гирокомитисса, мужской (в Гирокомио[вд], в пригороде Патр)
- Никольский монастырь, женский (близ деревни Балас[вд])